# Верясско
Верясско — деревня в Старорусском районе Новгородской области в составе Залучского сельского поселения.

## География
Находится в южной части Новгородской области на расстоянии приблизительно 31 км на юг-юго-восток по прямой от районного центра города Старая Русса на левом берегу Ловати.

## История
В 1908 году здесь (Старорусский уезд Новгородской губернии) было учтено 26 дворов.

## Население
Численность населения: 86 человек (1908 год), 11 (русские 82 %) в 2002 году, 11 в 2010.